# Bầu cử lập pháp Pháp 2024
Cuộc bầu cử lập pháp được tổ chức tại Pháp vào ngày 30 tháng 6 và ngày 7 tháng 7 năm 2024 (và một ngày trước đối với một số cử tri bên ngoài vùng đô thị Pháp) để bầu ra tất cả 577 thành viên của Quốc hội khóa 17 của Đệ Ngũ Cộng hòa Pháp. Cuộc bầu cử diễn ra sau khi Tổng thống Emmanuel Macron giải tán Quốc hội, buộc phải bầu cử sớm sau khi Mặt trận Quốc gia (RN) đạt được những thành tựu đáng kể và danh sách bầu cử Besoin d'Europe của Macron đã mất số lượng ghế đáng kể trong cuộc bầu cử Nghị viện Châu Âu 2024 ở Pháp.